# La mela d'oro
La mela d'oro (Zlatá reneta) è un film del 1965 diretto da Otakar Vávra.

## Riconoscimenti
- 1965 – Festival Internazionale del Cinema di San Sebastián
  - Concha de Oro